# Édouard Philippe
Édouard Charles Philippe (* 28. listopadu 1970 Rouen) je francouzský právník a politik, v letech 2017–2020 předseda francouzské vlády. Jako člen Unie pro lidové hnutí, později přetransformované do Republikánů, byl od roku 2012 poslancem Národního shromáždění za obvod Seine-Maritime č. 7. V roce 2010 se stal starostou města Le Havre, do funkce byl opětovně zvolen v roce 2020.

## Původ a vzdělání
Édouard Philippe se narodil v Rouenu v Normandii. Oba jeho rodiče pracovali jako učitelé francouzštiny a byli levicového politického zaměření. Maturitu složil v německém městě Bonnu, kde jeho otec působil několik let jako ředitel Francouzského gymnázia (Lycée Français). Ovládá proto perfektně němčinu. Poté studoval na institutu Sciences Po, který absolvoval v roce 1992. V letech 1995 až 1997 dokončil svá studia na prestižní École nationale d'administration.
Při studiích na Sciences Po byl ovlivněn politickým směrem bývalého premiéra Michela Rocarda. Hlásil se k jeho sociálně-demokratickému křídlu v Socialistické straně. Když ale byl Rocard sesazen z vedení strany, odvrátil se Philippe od socialistů. 
Po absolvování ENA v roce 1997 nastoupil zaměstnání jako spolupracovník Státní rady, přičemž se specializoval na právo veřejných zakázek.

## Politická kariéra
V roce 2001 Philippe se stal náměstkem primátora Le Havre Antoinea Rufenachta a měl na starost právní věci. Rufenacht sloužil ve funkci starosty v letech 1995 až 2010, řídil také kampaň Jacqua Chiraca pro prezidentské volby v roce 2002. Když si Philippe uvědomil názorovou spřízněnost mezi Michelem Rocardem a Alainem Juppém, podporoval Juppého v době vzniku Unie pro lidové hnutí (UMP) v roce 2002. Ve stejném roce kandidoval v parlamentních volbách, ale neuspěl. Následně pracoval generální ředitel UMP pod Juppého vedením až do roku 2004, kdy byl Juppé odsouzen v případě fiktivních zaměstnanců. Philippe pak získal práci v soukromém sektoru a začal pracovat s americkou právní firmou Debevoise & Plimpton LLP. V roce 2004 byl také zvolen do rady regionu Horní Normandie.
Po vítězství Nicolase Sarkozyho v prezidentských volbách v roce 2007 krátce sloužil jako ministr životního prostředí v Juppého vládě. Následně byl jmenován ředitelem pro vztahy s veřejností ve společnosti Areva, kde pracoval od roku 2007 do roku 2010. V roce 2008 byl zvolen do generální rady departementu Seine-Maritime a v roce 2010 se stal po rezignaci Rufenachta starostou města Le Havre a také předsedou zastupitelstva aglomerace Le Havre. V roce 2012 po smrti Jeana-Yvese Besselata nastoupil jako jeho náhradník na místo poslance Národního shromáždění a obhájil ho úspěšně ještě v témže roce v parlamentních volbách. V roce 2014 v komunálních volbách obhájil i svůj mandát starosty Le Havre, když hned v prvním kole získal 52 % hlasů.
V roce 2016 se zúčastnil zasedání mezinárodního uskupení Bilderberg v Drážďanech.
V pravicových prezidentských primárkách v roce 2016 pracoval pro kampaň Alaina Juppého jako jeho mluvčí. Následně se připojil ke kampani Françoise Fillona, ale opustil ho, když byl Fillon předvolán před soud 2. března kvůli své aféře s nelegálními zaměstnanci. Vzhledem k červnovým parlamentním volbám vyhlásil, že už nebude kandidovat, aby neporušil zákon o kumulaci funkcí.
Dne 15. května 2017 nový prezident Emmanuel Macron jmenoval Philippa předsedou vlády; v té době byl prvním předsedou vlády z jiné strany (či hnutí) než samotný prezident od doby, kdy v roce 2002 skončilo společné vládnutí socialistického premiéra Lionela Jospina a republikánského prezidenta Jacqua Chiraca.. Dne 3. července 2020 podal z důvodu neúspěchu vládní strany v komunálních volbách demisi.

## Osobní život
Jeho žena Edith Chabreová je pedagožka na Sciences Po, spolu mají tři děti.

## Výběr z díla
- PHILIPPE, Edouard; BOYER, Gilles. L'Heure de vérité. [s.l.]: Flammarion ISBN 2081237725.
- PHILIPPE, Edouard; BOYER, Gilles. Dans l'ombre. [s.l.]: JC Lattès, 2011. ISBN 9782709637558.